# Otostigmus kashmiranus
Otostigmus kashmiranus är en mångfotingart som beskrevs av Lewis 1992. Otostigmus kashmiranus ingår i släktet Otostigmus och familjen Scolopendridae. Inga underarter finns listade i Catalogue of Life.